# Lucas Schifres
Lucas Schifres, né le 18 juin 1973 à Paris, est un photojournaliste et photographe français vivant à Hong Kong. 

## Biographie
Lucas Schifres naît le 18 juin 1973 à Paris, dans le XIVème arrondissement. Diplômé de l'Université Paris-Descartes (Paris V), il est titulaire d'un master de Linguistique. Pendant ses études, il contribue au journal étudiant Sorbonne(s) Nouvelles.
Lucas Schifres fait des stages de photojournalisme au Figaro et à l'AFP en 1997 à Paris. Il fait ses débuts à l'agence Sipa Press et complète sa formation au Centre de formation et de perfectionnement des journalistes (CFPJ) en suivant l'enseignement de Yan Morvan.
En 1998, Lucas Schifres commence une carrière de photojournaliste freelance en faisant de nombreux reportages en Inde.
Lucas Schifres rejoint en 2000 l'agence Bloomberg en tant que photojournaliste chargé de l'actualité française basé à Paris.
En novembre 2005, Lucas Schifres prend le poste de photographe en chef de Bloomberg en Chine. Il réside à Beijing, puis à Shanghai.
Ses reportages en Chine incluent la couverture des Jeux Olympiques de Pékin en 2008, des Troubles au Tibet en mars 2008, de l'exposition universelle de Shanghai en 2010. Ses photos sont distribuées en France par l'agence Abaca et par Getty Images dans le monde entier. Elles sont publiées dans Time, le New York Times, Newsweek, Le Monde, Paris-Match, L'Express.
En 2014, Lucas Schifres s’installe à  à Hong Kong. Son premier reportage porte sur la révolution des parapluies. Ce reportage est publié dans l'Express.

## Publications
- Made in China - Les yeux dans les yeux, livre-photo de 96 pages, bilingue anglais-français, préface de Emilie Torgemen, Pictobank,  (ISBN 978-2-7466-6756-3)

## Prix et récompenses
- 2007 : National Headliner Award[2], catégorie Newspapers - Feature Photography

## Expositions
Liste non exhaustive
- 2014 : ‘’Regards-croisés : France-Chine’’[3], Galerie XII, Paris
- 2010 : ‘’Exposition universelle de Shanghai’’, projection lors des soirées du festival de photojournalisme Visa pour l'image, Perpignan
- Noir et banc, Bibliothèque de la Ville de Paris